# 補助機関
補助機関（ほじょきかん）は、行政機関における執行機関の事務を補助するためにおかれる機関である。

## 国における補助機関
国の機関における補助機関は、内閣法に基づき内閣に内閣官房（内閣官房長官・内閣官房副長官・内閣危機管理監・内閣情報官・内閣官房副長官補など）が設置されるほか、国家行政組織法に基づき各省庁に副大臣、大臣政務官、事務次官、事務官、技官などが置かれる。

## 地方公共団体における補助機関
地方公共団体における補助機関は、地方自治法に基づき副知事や副市町村長、職員、会計管理者、出納員などが置かれ、地方公共団体の長が指揮監督する。
　上記は地方公共団体の長の補助機関であり、教育委員会や農業委員会、議会などの補助機関とは異なる。この場合、委員会及び委員並びに議会の事務局が補助機関となる。地方公共団体によっては、長の補助機関たる職員と委員会及び委員の補助機関たる職員を併任させている（補助執行）。
　 普通地方公共団体の委員会又は委員は、その権限に属する事務の一部を、当該普通地方公共団体の長と協議して、普通地方公共団体の長の補助機関である職員若しくはその管理に属する支庁若しくは地方事務所、支所若しくは出張所、第202条の4第2項に規定する地域自治区の事務所、第252条の19第1項に規定する指定都市の区若しくは総合区の事務所若しくはその出張所、保健所その他の行政機関の長に委任し、若しくは普通地方公共団体の長の補助機関である職員若しくはその管理に属する行政機関に属する職員をして補助執行させ、又は専門委員に委託して必要な事項を調査させることができる（地方自治法180条の7）。